# 배달 드론

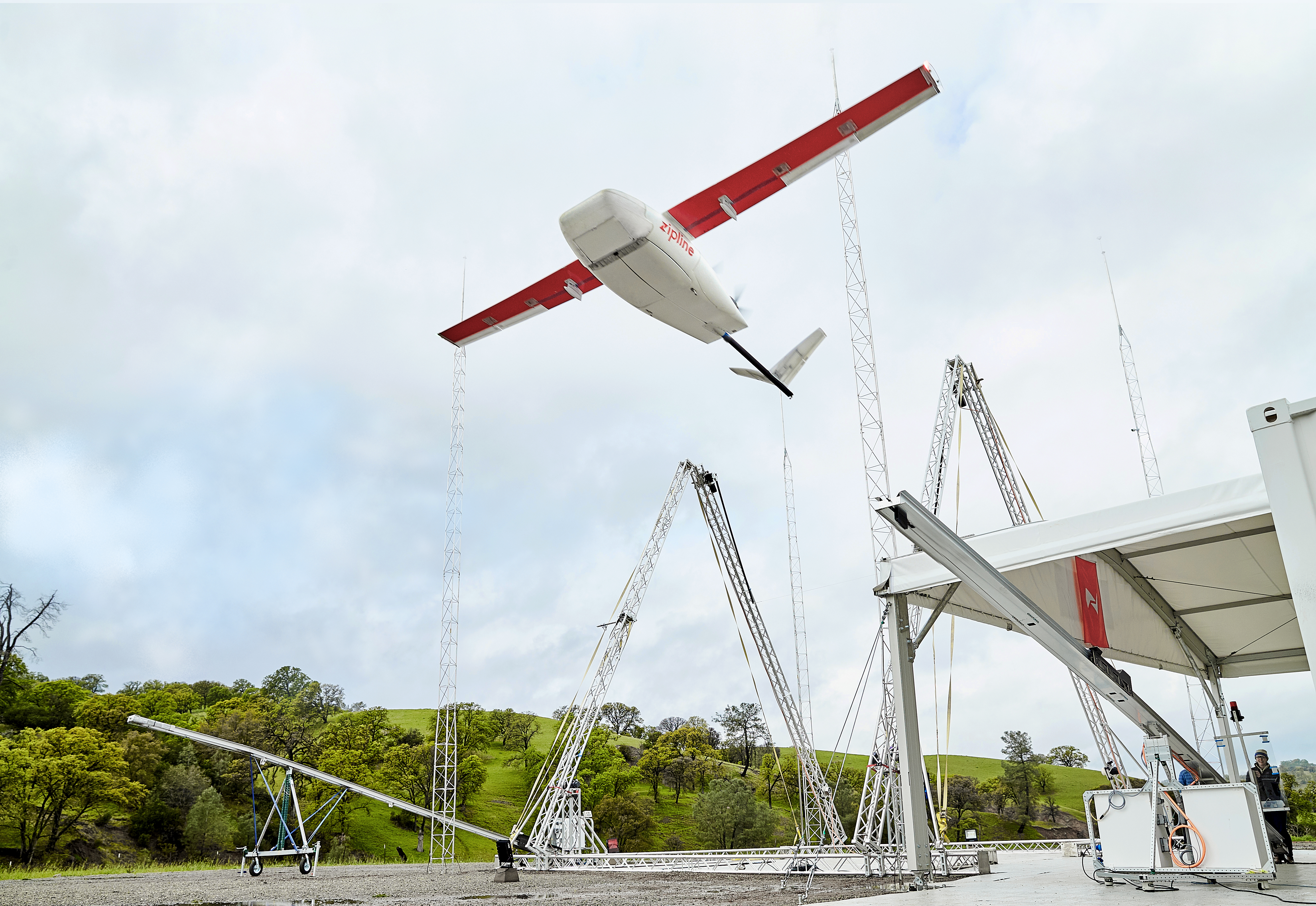

배달 드론은 무인 항공기(드론)의 일종으로 택배나 음식 배달 등의 용도로 사용되는 드론이다.

## 유형

### 음식 배달
음식 배달 드론의 원형은 타코콥터이다. 타코콥터는 미국 샌프란시스코에서 스마트폰 앱을 통해 주문 받은 타코를 배송하는 드론이었다. 하지만 타코콥터는 실제로 존재하지 않는 것으로 밝혀졌다.

## 같이 보기
- 무인 항공기
- 배송 로봇